# Skleros
Skleros (Σκληρός) is de naam van een Byzantijnse adellijke familie van Armeense oorsprong. Ze waren verwant aan enkele Byzantijnse keizers, het bekendste lid van de familie is keizerin Theophanu van het Heilige Roomse Rijk. 
Voorouders van Theophanu waren:
- Konstantinos Skleros (geb. ca. 920), getrouwd met Sophia Phokaina van de Phokas familie. Ouders van Theophanu. Konstantinos was broer van Bardas, een beroemd generaal die in de periode 975-979 tevergeefs een opstand leidde om zelf keizer te worden.
- Pantherios Skleros (ca. 885 - 944), legerbevelheber. Getrouwd met Gregoria. Ouders van Konstantinos
- Bardas, vader van Gregoria
- Basileios, gouverneur van een provincie. Neemt deel aan de samenzwering van de latere keizer Basileios I tegen Michaël III. Vader van Bardas.
- Bardas, in 867 met een aantal familieleden genoemd als deelnemer aan de samenzwering om Bardas, de sterke man van keizer Michaël III, te vermoorden ten gunste van zijn vermoedelijke broer, de latere keizer Basilieus I. Vader van Basileios
- de ouders van Bardas waren een onbekende man en zijn vrouw Pankalo, die is begraven in het klooster St Euphemia te Constantinopel
- Hmayeak (geb. ca. 750), een eenvoudige Armeense boer die zich vestigde in Macedonië, trouwde daar met een onbekende vrouw uit de lokale bevolking. Haar vader heette Leon. Hmayeak en zijn vrouw waren grootouders van Bardas.

## Bron
- Foundation for Medieval Genaolgy